# Kornélia Kolářová Takácsová
Kornélia Kolářová Takácsová (* 24. září 1979, Kráľovský Chlmec, Československo) je teoložka, kunsthistorička, redaktorka a překladatelka. Jejím zájmem je židovský bělorusko-francouzský malíř Marc Chagall. Hovoří česky, slovensky, maďarsky, anglicky a německy.

## Studium
Vystudovala teologii na Evangelické teologické fakultě pražské Karlovy univerzity a též na Evangelické teologické fakultě Vídeňské univerzity. Na pražské škole dále pokračovala pod vedením profesora Pavla Filipiho v doktorandském studiu praktické teologie zaměřené na pastorační aspekty křtu v současné diskusi v německém jazykovém prostoru. Během tohoto studia absolvovala akademický rok 2006/2007 na Friedrich-Alexander-Universität v německém Erlangenu poblíž Norimberka.
Vedle teologie vystudovala ještě dějiny křesťanského umění na Katolické teologické fakultě Univerzity Karlovy a na Ústavu dějin umění budapešťské Univerzitě Loránda Eötvöse. Bakalářskou práci sepisovala pod vedením Michaely Ottové na téma „Ikonografie Světelského oltáře“ (oponentem jí byl profesor Jan Royt) a v diplomové práci pod vedením Jiřího Kuthana zpracovávala téma „Klášter dominikánek na Zaječím ostrově na Dunaji. Příklad architektury ženského dominikánského kláštera“. Pod Kuthanovým vedením dále zpracovává disertační práci pojmenovanou „Severní portál kostela sv. Prokopa v Třebíči ve středoevropském kontextu se zvláštním zřetelem ke kostelům benediktinských klášterů v Uhrách“.

## Profesní činnost
Ve své odborné práci se věnuje architektuře středověkých klášterů ve střední Evropě a současně také kulturním vztahům mezi českými zeměmi a Uhry. Její články vycházejí v časopisech Teologická reflexe, Křesťanská revue a Misiologické info. Přispěla také do publikace „Evangelický kalendář 2013“ vydaný Českobratrskou církví evangelickou.
Přednášela dále na konferenci „Svatá Anežka Česká a velké ženy její doby“, kde hovořila na téma „Svatá Markéta Uherská a klášter dominikánek na Zaječím ostrově na Dunaji“. Záznam přednášky následně odvysílal Český rozhlas na stanici Leonardo. Pronesený příspěvek se též stal součástí publikace „Svatá Anežka Česká a velké ženy její doby“.
Pracuje ve Středoevropském centru misijních studií a dále v Diakonii Českobratrské církve evangelické, v jejím Institutu důstojného stárnutí.
 Účastnila se různých gerontologických projektů, přednášela například na XIX. Gerontologických dnech v Ostravě.
Pro Středoevropské centrum misijních studií redakčně připravila publikaci nazvanou „Pod jednou střechou – pod jedním Pánem“, v níž mapuje mezinárodní křesťanské společenství, které se schází k bohoslužbám a dalším společným akcím v pražském kostele U Jákobova žebříku.